# ライアン・カステラーニ
- ライアン・カステラニ

ライアン・カステラーニ（Ryan Castellani, 1996年4月1日 - ）は、アメリカ合衆国ペンシルベニア州フィラデルフィア出身のプロ野球選手（投手）。右投右打。現在は、米独立リーグであるアトランティックリーグのガストニア・ハニーハンターズ所属。

## 経歴

### プロ入りとロッキーズ時代
2014年のMLBドラフト2巡目（全体48位）でコロラド・ロッキーズから指名され、プロ入り。契約後、傘下のA-級トリシティ・ダストデビルズでプロデビュー。10試合に先発登板して1勝2敗、防御率3.65、25奪三振を記録した。
2015年はA級アッシュビル・ツーリスツでプレーし、27試合に先発登板して2勝7敗、防御率4.45、94奪三振を記録した。
2016年はA+級モデスト・ナッツでプレーし、26試合に先発登板して7勝8敗、防御率3.81、142奪三振を記録した。
2017年はAA級ハートフォード・ヤードゴーツでプレーし、27試合に先発登板して9勝12敗、防御率4.81、132奪三振を記録した。
2018年もAA級ハートフォードでプレーし、26試合に先発登板して7勝9敗、防御率5.49、91奪三振を記録した。オフにはアリゾナ・フォールリーグに参加し、ソルトリバー・ラフターズに所属した。11月20日にはルール・ファイブ・ドラフトでの流出を防ぐために40人枠入りした。
2019年はAAA級アルバカーキ・アイソトープスでプレーし、10試合に先発登板して2勝5敗、防御率8.31、47奪三振を記録した。オフには2年連続でアリゾナ・フォールリーグに参加し、再びソルトリバー・ラフターズに所属した。
2020年8月7日にメジャー初昇格を果たし、メジャーデビューとなった翌8日のシアトル・マリナーズ戦では先発して4回を無失点の投球を見せた（勝敗付かず）。この年はメジャーで10試合（先発9試合）に登板して1勝4敗、防御率5.82、25奪三振を記録した。
2021年6月24日にDFAとなり、30日にマイナー契約となった（そのままAAA級アルバカーキに所属）。オフの11月7日にFAとなった。

### アスレチックス時代
2021年11月23日にオークランド・アスレチックスとマイナー契約を結んだ。
2022年の開幕は傘下のAAA級ラスベガス・アビエイターズで迎えた。4月15日にCOVID-19ワクチン未接種者の入国が許可されていないカナダのトロントで行われるブルージェイズとのアウェイゲームにおいて、カステラーニはワクチン未接種の選手の代替としてメジャー契約を結んでアクティブ・ロースター入りした。3試合に登板して無失点だったが、4月29日にマイナー契約でAAA級ラスベガスへ配属された。7月28日に自由契約となった。

### 米独立リーグ時代
2023年2月13日、アメリカン・アソシエーションのカンザスシティ・モナークスと契約を結んだ。また、3月開催の第5回WBC・イタリア代表に選出され、準々決勝の日本戦などに先発登板した。アメリカン・アソシエーション開幕前の5月1日、アトランティックリーグのガストニア・ハニーハンターズにトレードされた。

## 詳細情報

### 年度別投手成績
| 年 度    | 球 団    | 登 板 | 先 発 | 完 投 | 完 封 | 無 四 球 | 勝 利 | 敗 戦 | セ 丨 ブ | ホ 丨 ル ド | 勝 率 | 打 者 | 投 球 回 | 被 安 打 | 被 本 塁 打 | 与 四 球 | 敬 遠 | 与 死 球 | 奪 三 振 | 暴 投 | ボ 丨 ク | 失 点 | 自 責 点 | 防 御 率 | W H I P |
| -------- | -------- | ----- | ----- | ----- | ----- | -------- | ----- | ----- | -------- | ----------- | ----- | ----- | -------- | -------- | ----------- | -------- | ----- | -------- | -------- | ----- | -------- | ----- | -------- | -------- | ------- |
| 2020     | COL      | 10    | 9     | 0     | 0     | 0        | 1     | 4     | 0        | 0           | .200  | 189   | 43.1     | 37       | 12          | 26       | 0     | 5        | 25       | 1     | 0        | 30    | 28       | 5.82     | 1.45    |
| 2021     | COL      | 1     | 1     | 0     | 0     | 0        | 0     | 0     | 0        | 0           | ----  | 17    | 3.1      | 5        | 1           | 4        | 0     | 1        | 2        | 0     | 0        | 2     | 2        | 5.40     | 2.70    |
| 2022     | OAK      | 3     | 0     | 0     | 0     | 0        | 0     | 0     | 0        | 1           | ----  | 11    | 2.2      | 2        | 0           | 0        | 0     | 0        | 1        | 2     | 0        | 1     | 0        | 0.00     | 0.75    |
| MLB：3年 | MLB：3年 | 14    | 10    | 0     | 0     | 0        | 1     | 4     | 0        | 1           | .200  | 217   | 49.1     | 44       | 13          | 30       | 0     | 6        | 28       | 3     | 0        | 33    | 30       | 5.47     | 1.50    |

- 2022年度シーズン終了時

### WBCでの投手成績
| 年 度 | 代 表    | 登 板 | 先 発 | 勝 利 | 敗 戦 | セ ｜ ブ | 打 者 | 投 球 回 | 被 安 打 | 被 本 塁 打 | 与 四 球 | 敬 遠 | 与 死 球 | 奪 三 振 | 暴 投 | ボ ｜ ク | 失 点 | 自 責 点 | 防 御 率 |
| ----- | -------- | ----- | ----- | ----- | ----- | -------- | ----- | -------- | -------- | ----------- | -------- | ----- | -------- | -------- | ----- | -------- | ----- | -------- | -------- |
| 2023  | イタリア | 2     | 2     | 0     | 0     | 0        | 21    | 4.0      | 4        | 1           | 4        | 0     | 1        | 3        | 0     | 0        | 2     | 2        | 4.50     |

- 太字は大会最高

### 背番号
- 60（2020年 - 同年途中）
- 38（2020年途中 - 2022年）